# Белфегор: Фантомът на Лувъра
Вижте пояснителната страница за други значения на Белфегор.
„Белфегор: Фантомът на Лувъра“ (на френски: Belphégor – Le fantôme du Louvre) е името на френски филм от 2001 г. по едноименния роман на Артюр Бернед. Това е третата филмова адаптация на романа.

## Актьорски състав
- Софи Марсо – Лиза/Белфегор
- Мишел Серо – Верлак
- Фредерик Дифентал – Мартен
- Джули Кристи – Гленда Спендер
- Жан-Франсоа Балме – Фосие